# Лисаста гуска
Лисаста гуска (лат. Anser albifrons) врста је гуске која је врло слична и сродна малој лисастој гуски (Anser erythropus). Име је добила по белом перју које иде од корена кљуна и прекрива цело чело. Име потиче од латинске речи albifrons која је кованица речи albus што значи "бело" и frons што значи "чело".

## Опис
Лисаста гуска је 64–81 центиметара дугачка птица са 130–165 центиметара распоном крила и тежи од 1,93 до 3,31 килограма. Има светлонараџасте ноге и мишје сиво покровно перје крила. Мања је од дивље гуске. Иако слична малој лисастој гуски, лисаста гуска се од потоње разликује по томе што је крупнија, белина на лицу се не протеже до темена и око ока нема жути прстен.
Мужјак је већи од женке и код ове врсте није изражен полни диморфизам, па су оба пола јако слична — сиво-браон птице, са светлосивим грудима са попречним тракастим мрљама тамнобраон боје. Оба пола имају розе кљун и наранџасте ноге.

## Таксономија
Листаста гуска је подељена у пет подврста. Номинална A. a. albifrons гнезди се на северу Европе и Азије, док зиму проводи у јужним и западним деловима Европе.
Остале три географски ограничене расе се појављују у Северној Америци:
- Гамбелова лисаста гуска (A. a. gambeli) из унутрашње северозападне Канаде, зимује на обалама Мексичког залива, мало крупнија од номиналне
- Пацифичка лисаста гуска, (A. a. frontalis), са Аљаске, зимује у Калифорнији
- Тулска лисаста гуска (A. a. elgasi), са Аљаске, са највећим и најдужим кљуном од свих, зимује у Калифорнији.

Све расе су јако сличне у обојености, једино се разликују у величини.
Гренландска лисаста гуска, A. a. flavirostris, доста је различита од осталих. Гнезди се на Гренланду, тамнија је, са уским белим оквиром репа, већом испруганошћу стомака и најчешће наранџастим кљуном. Зимује у Ирској и Шкотској.
Подрста која се гнезди на крајњем истоку Сибира до арктичког дела Канаде на истоку, а зимује у САД и Јапану, описана је као A. a. frontalis на основу већег и дужег кљуна. Још једна источноазијска подврста albicans је такође описана. Истраживање из 2012. показало је да frontalis и albicans не срећу услове за добијање статуса посебних поврста, при чему је прва била позната и као gambelli, а друга у оквиру номиналне подврсте. Ова студија је утврдила да су ови облици именовани на основу зимовалишта од узорака чији порекло било са непознатог подручја.
Еколошке студије из 2002. године показују да се птице са Гренланда могу сматрати посебном врстом. Врло интересантна појава код ове могуће нове врсте је то што има дугачак период бриге и јаку повезаност са младунцима, која може трајати неколико година. Ово је једина врста међу свим пловушавама код које је познато да о младунцима могу бринути њихове баке и деке.

## Дистрибуција
Средњоконтинентална америчка подврста A. a. gambeli, се гнезди од аљашког Норт Слоупа па све до западног и централног канадског Арктика. Подврста је 2010. године имала популациони пад за 710.000 птица. Пацифичка лисаста гуска је 2010. године бројала око 650.000 јединки, а тулске је исте године било око 10.000 јединки. Обе подврсте се гнезде на западној Аљасци. Средњоконтинентална се окупља у рану јесен у преријама западног Саскачевана и источне Алберте, где проводи неколико недеља пре него што крене на зимовалишта у Мексичком заливу Северног Мексика. Пацифичка гуска мигрира на југ обалом Пацифика, привремено се задржавајући у Кламату јужног Орегона и северне Калифорније, пре него што оде на зимовалишне пашњаке централне калифорнијске долине. Тулска гуска је ретка од друге половине 19. века, вероватно због негативног утицаја људи који су настанили њена традиционална зимовалишта.
На британским острвима зимују две подврсте: гренланске гуске иду у Шкотску и Ирску, а руске у Енглеску и Велс. Окупљају се на традиционалним фармерским пашњацима, са најпознатијим јатима у Слимбриџу, Глостершира у Енглеској. Гренландска гуска зимује у Ирској и током зимских месеци Ирска окупља скоро 50% популације гренландске лисасте гуске.
A. a. albifrons и A. a. flavirostis су међу таксонима који су обухваћени Споразумом о заштити афричко-азијских миграторних птица мочварица (AEWA).

## Понашање и екологија
Временски услови су кључни фактор који одређује успешност гнежђења лисасте гуске. На Артктику, могућност гнежђења, инкубације јаја и подизања младих је отворена врло кратко, на само 3 месеца. Лисаста гуска се са зимовалишта враћа крајем маја и почетком јуна, а на јесењу сеобу креће септембра месеца. То све значи да ако касни отапање снега или се повећа интензитет пролећних олуја, може доћи до опадања репродуктивног успеха или гнежђење може у потпуности изостати.

## Порекло миграције
Средњоконтинентална северноамеричка лисаста гуска има већи број гнездилишта и свака група у оквиру свог гнездилишта има другачије време миграције и зимовалиште. Познато је 6 гнездилишта, укључујући унутрашњу Аљаску, Норт Слоуп, запад Северозападне територије, западни, централни и источни Нунавут. Ове просторне разлике доводе до разлике у времену одласка лисасте гуске на гнездеће територије. Птице из унутрашње Аљаске крећу раније са јесењом сеобом и иду даље на југ од осталих група.

## Технике праћења
Начини праћења миграционог пута лисасте гуске су били исти за већину истраживања. Постоји једно истраживање које не гледа само на колективне податке из целе популације, већ и на појединца. Истраживач из аустријског Технолошког института, Мича Хорацек, сматра да су врсте перја која расту на једној миграторној птици могу бити начин за праћење миграторне руте птице која је заражена птичјим грипом. Због тога, када се пронађе болесна птица у сеоби, погођено подручје се може измерити и означити. Раст перја птица је временски (сезонски и хорманално) дефинисан и времески распоред раста перја може користити као временска скала за праћење уноса хране током миграције. Ово омогућава људима да разумеју пут којим је заражена птица летела и одреде регион из ког потиче тај птичји грип. Током миграције, перје лисастих гусака постепено отпада, док ново перје расте. Ово обнављање перја постаје књига догађаја миграције. Свако окружење има свој посебан потпис који је забележен у изотопском сигналу угљеника, водоника, азота и сумпора, а ове сигнале сакупљају птице на сеоби које истражују станишта у потрази за храном. Иако је храна сварена, основни елемент и даље има изотопски сигнал који говори људима одакле су ови елементи. Перје се сакупља, опере и осуши на температури испод 45 °C. Различити мерни инструменти се користе, као што су елементарни анализатор термичког сагоревања водоника и Варио 3 анализатор термичког сагоревања угљеника, азота и сумпора. Ови сигнали су записани на перу које је расло током миграције. Постоје различите врсте перја на лисастој гуски које имају различиту стопу раста и ова брзина раста се може сматрати временском скалом прикупљања изотопских сигнала. Овај изотопни сигнал се може анализирати и упоредити са изотопским сигналом прикупљеним из сваког окружења. Ово омогућава истраживачу да разуме миграциони пут заражене птице и да процени искоришћење подручја унутар миграторне путање. Резултат је показао да постоји екстремно трошење 2Х региона на примарним летним перима који представљају стање животне средине у арктичком Сибиру.

## Галерија
- Европска лисаста гуска (A. a. albifrons)
- Пацифичка лисаста гуска A. a. frontalis
- Лисаста гуска у лету
- Илустрација Ловне птице Индије, Бурме и Цејлона
- Идентификациони колаж из водича за птице Британије и Ирске